# Mário Brandão da Silveira
Mário Brandão da Silveira (* 26. Januar 1987) ist ein ehemaliger brasilianischer Fußballspieler.

## Karriere
Der gebürtige Brasilianer kam 2003 im Alter von 16 Jahren nach Japan. Er spielte von 2003 bis 2005 in der Schulmannschaft der Haguro Highschool. 2006 unterschrieb er seinen ersten Profivertrag beim Zweitligisten Thespa Kusatsu. 2008 wechselte er nach Hongkong. Hier unterschrieb er einen Vertrag bei Citizen AA.